# Theodor Aufrecht
Simon Theodor Aufrecht (Silesia, 7 de enero de 1822 - Bonn, 3 de abril de 1907) fue un indólogo alemán.
Aufrecht nació en Leschnitz (Silesia prusiana, actualmente Leśnica, en Polonia), y fue educado en Berlín, donde se graduó en 1847. Ese mismo año publicó un tratado sobre el acento en sánscrito (Bonn, 1847). Colaboró con Adolf Kirchhoff en la publicación de Die umbrischen Denkmäler (‘monumentos de Umbría’, 1849-1851). Con Adalbert Kuhn fundó la Zeitschrift für Vergleichende Sprachforschung (1852). En 1852 ―a los 30 años de edad― se trasladó a Oxford (Inglaterra) y estudió en la Biblioteca Bodleiana. Entre 1862 y 1875 fue profesor en la Universidad de Edimburgo (en Escocia), donde ocupó la recientemente creada cátedra de sánscrito y de filología comparada. Allí, en 1875, obtuvo el grado de doctor en Derecho.
En 1875, Aufrecht fue nombrado a la cátedra de Indología en la Universidad de Bonn (Alemania), y se mantuvo en ese puesto hasta 1889. Entre 1891 y 1903 publicó un catálogo en tres tomos en orden alfabético de todas las colecciones de manuscritos sánscritos conocidos en el momento, en un trabajo titulado Catalogus Catalogorum (‘catálogo de catálogos’). Este fue el primer intento de catalogar todos los manuscritos de la India. A partir de 1935, la Universidad de Madrás comenzó a trabajar en un catálogo actualizado llamado New catalogorum catalogus, una obra que todavía está en desarrollo.
Aufrecht murió en Bonn en 1907, a los 85 años de edad.

## Obras publicadas
- 1859: Ujjvaladatta's Commentary (from a manuscript in the library of the East India House).
  - ‘comentario de Uyuala-Datta (a partir de un manuscrito en la biblioteca de la Casa de las Indias Orientales)’.
- 1877: Die Hymnen des Rigveda (‘Los himnos del «Rig-veda»’).
- 1879: Aitareya-brahmana.
- 1891, 1896 y 1903: Catalogus catalogorum, 3 volúmenes, Leipzig (Alemania).